# Imre Kemecsey
Imre Kemecsey, född den 11 februari 1941 i Budapest, Ungern, är en ungersk kanotist.
Han tog bland annat VM-guld i K-1 200 meter i samband med sprintvärldsmästerskapen i kanotsport 2011 i Szeged.